# Colatooecia
Colatooecia is een monotypisch mosdiertjesgeslacht uit de familie van de Colatooeciidae en de orde Cheilostomatida. De wetenschappelijke naam ervan is in 2005 voor het eerst geldig gepubliceerd door Judith E. Winston.

## Soort
- Colatooecia serrulata (Smitt, 1873)